# Зацукровані каштани
Зацукровані каштани (також Глазуровані каштани; фр. marron glacé, італ. marroni glassati) — десерт італійської та французької кухні, плоди каштанів харчового сорту (не слід плутати з поширеними в Україні непридатними в їжу гіркокаштанами), зварені в цукровому сиропі і вкриті прозорою блискучою цукровою глазур'ю.

## Історія
Зацукровані каштани почали проводитися в районах вирощування каштанів — на півночі Італії та на півдні Франції — незабаром після того, як хрестоносці, повертаючись з Хрестових походів, привезли в Європу цукор (тростинний цукор був чудово відомий римлянам і вирощувався, зокрема, на Сицилії, однак в роки Раннього Середньовіччя в Європі він був забутий). Використання цукру, який сильно відрізнявся за своїми властивостями від основного підсолоджувача Середньовічної Європи — меду, дозволило створити нові типи кондитерських виробів.
Зацукровані каштани, які в деяких випадках називаються «цукерками» або «цукатами», судячи з поверхневих згадок, подавалися до столу багатих містян в П'ємонті (Ломбардія) вже на початку XV століття.

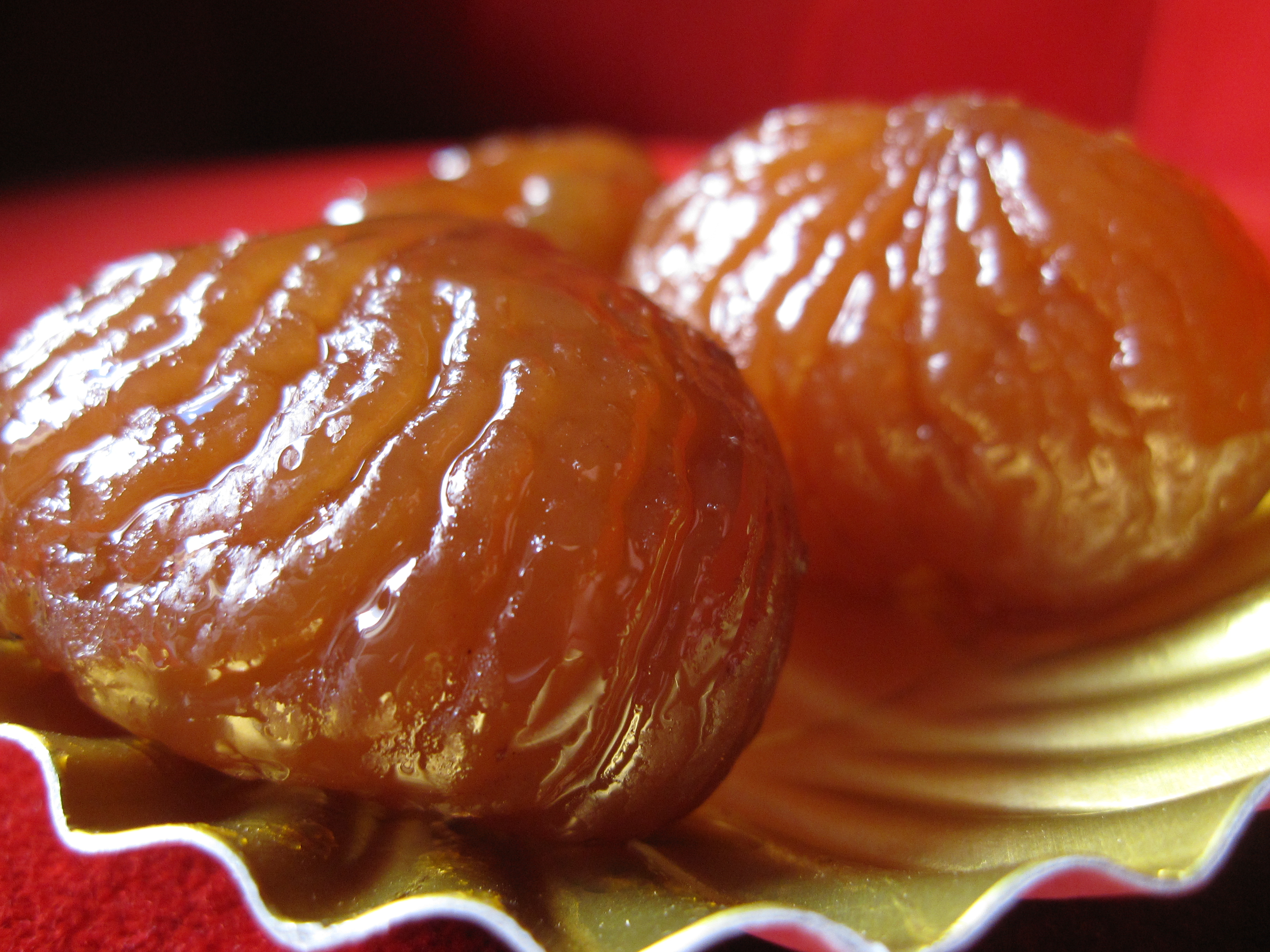
Зацукровані каштани з Палермо зблизька

Однак треба було ще понад сто років, щоб створити власне глазуровані каштани, вкриті прозорою глазур'ю з характерним «крижаним» блиском (саме французьке слово glaçage, що означає кондитерську глазур, є однокореневим зі словом «лід» glace, з яким її ріднить особливий рід блиску). Вперше вони з'явилися в XVI столітті, причому право називатися їхньою батьківщиною досі оскаржують один у одного італійське місто Кунео і французьке Ліон.
Найраніший відомий рецепт приготування глазурованих каштанів був створений в XVI столітті італійським кухарем при дворі савойського герцога Карла Еммануїла I (1580). Пізніше подібний рецепт був повторений у французькому збірнику XVII століття, створеному при дворі Людовика XIV у Версалі.
У 1667 році знаменитий французький кулінар Франсуа П'єр Ла Варенн, який працював «шеф-кухарем» в замку поблизу Ліона, тобто в регіоні, з давніх-давен відомому своїми каштанами, в своїй кулінарній книзі — «бестселері», яка була перевидана 30 разів за перші 75 років, також привів рецепт створення глазурованих каштанів.

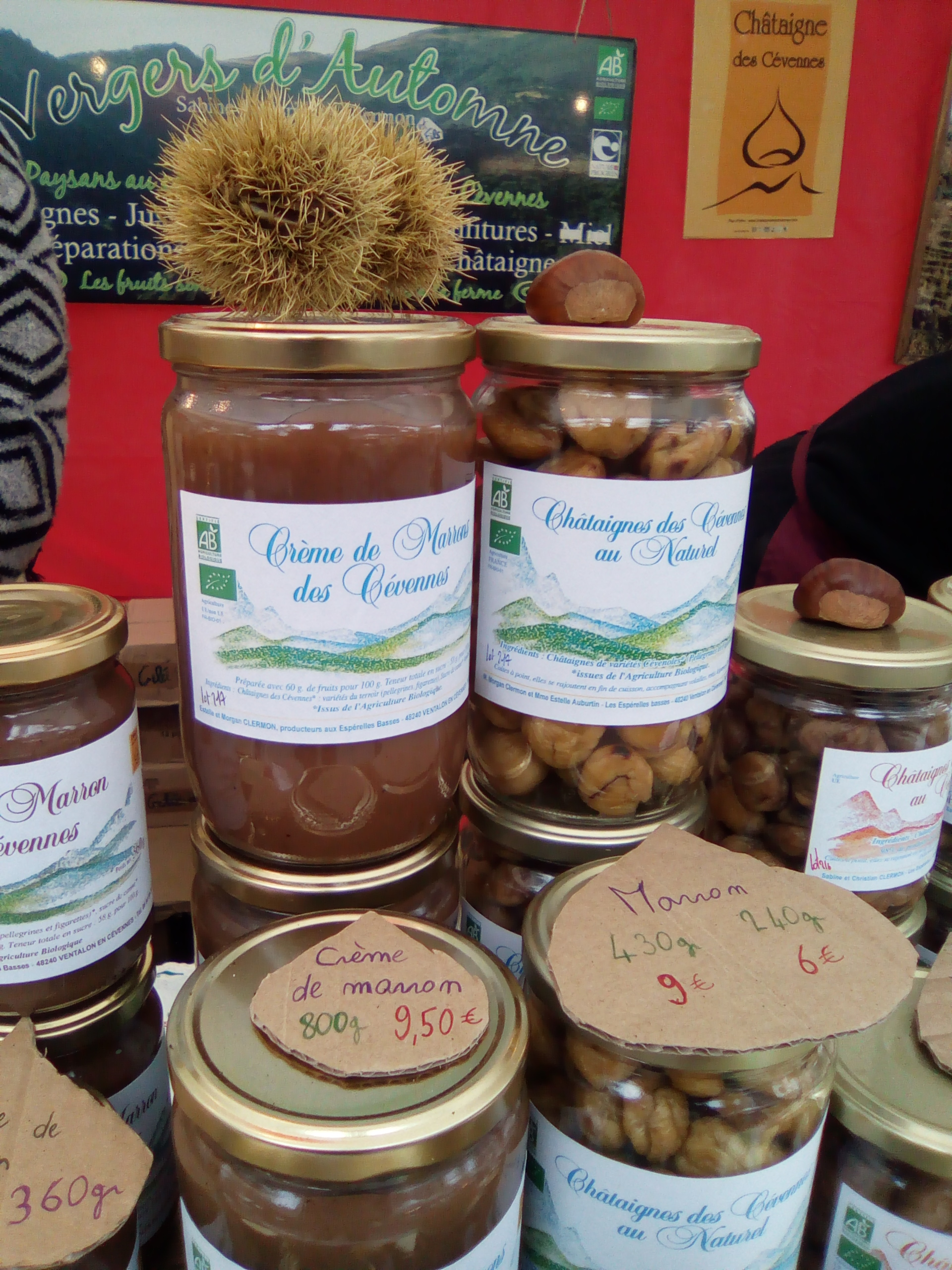
Каштановий джем на прилавку, Франція

В кінці того ж століття подібну технологію спробували застосувати до какао-бабів, які ростуть в Америці. Так, французький місіонер батько Лаба в 1694 році експериментував з цією технологією на Мартиніці.
До кінця XIX століття Ліон та суміжні регіони зіткнулися з масовим мором шовковичного хробака, що позбавило ресурсів місцеву текстильну промисловість. У розпал цієї кризи Клеман Фожьє, молодий інженер — будівельник мостів та доріг, шукав способу оживити місцеву економіку. У 1882 році в місті Прива, департамент Ардеш, він і місцевий кондитер заснували першу фабрику, де була застосована технологія масового промислового виробництва зацукрованих каштанів (хоча багато з майже двадцяти кроків, необхідних від збору врожаю до отримання готового продукту, все ще виконувалися вручну).
Три роки по тому, зіткнувшись з тим, що велика кількість каштанів кришиться або ламається в процесі приготування, той же Фожьє придумав перемелювати їх в приправлений ваніллю десертний каштановий джем. Комерційний успіх Фожьє незабаром був повторений іншими підприємцями.
В Іспанії перший завод з виробництва глазурованих каштанів був побудований бізнесменом Хосе Посада в Оренсе, Галісія. Завод використовував в якості сировини місцеві каштани, які раніше експортувалися до Франції сирими. Пізніше в Іспанії з'явилася і друга фабрика того ж профілю.
Виробляється цей десерт і в інших місцевостях південної Франції, за межами департаменту Ардеш; а також в Італії.

## Технологія
Незважаючи на будівництво спеціалізованих фабрик, виробництво глазурованих каштанів залишається досить трудомістким процесом, а самі вони — досить дорогим десертом. Це пов'язано, зокрема, з тим, що для виробництва підходить далеко не всякий каштан.
Французи називають каштани «châtaigne» або «marron». Обидва терміни відносяться до плодів каштана їстівного. Однак терміном «марроне», як правило, позначають більш якісні та великі плоди, які легше очистити від шкірки. Плоди каштана покриті оболонкою або плівкою, яка щільно прилягає до м'якоті плоду і яку, через її терпкий присмак, перед глазурування слід видалити. Якщо каштан має нерівну, бороздчату поверхню, видалення плівки стає скрутним. Тому для цього відбираються тільки каштани типу (або сорту) «марроне», великий розмір і гладка форма яких дозволяє видалити плівку, не пошкоджуючи каштан. Тому плоди «марронової» якості цінуються вище, аніж інші каштани.

## Використання

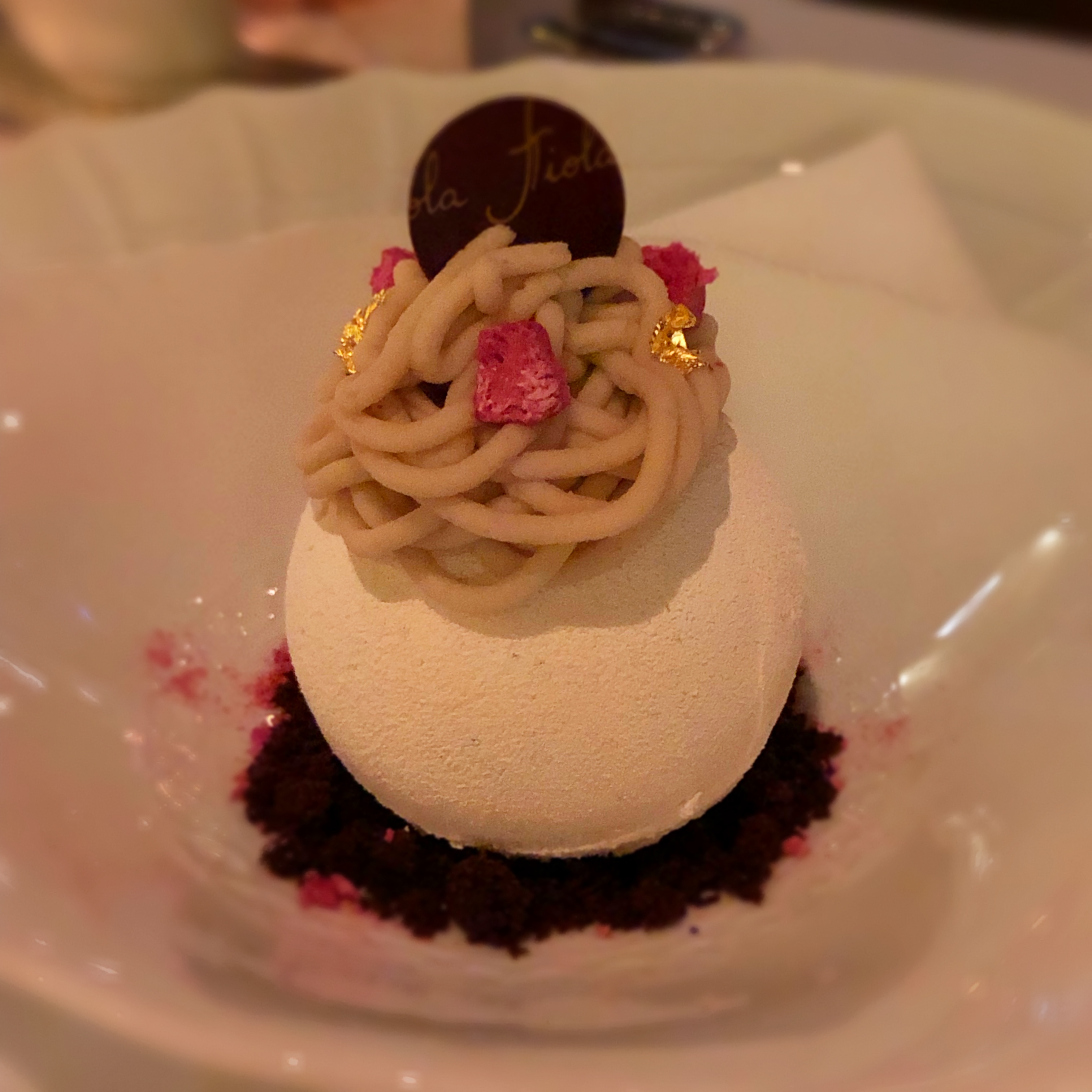
Тістечко «Монблан», прикрашене «спагеті з зацукрованих каштанів». Вашингтон, округ Колумбія, США

Через високу вартість глазурованих каштанів, каштановий джем сьогодні зазвичай виробляється не з них, а зі звичайних каштанів, зварених в цукровому сиропі з ваніллю і, іноді, з лікером. Однак фірми-виробники глазурованих каштанів продовжують випускати каштановий джем за класичною рецептурою, так як в процесі виробництва все одно виникають тендітні плоди, які необхідно використовувати.
Глазуровані каштани сьогодні продаються в західно-європейських країнах, як свого роду цукерки преміум-класу у відповідно оформлених ошатних коробках. Ціна такої подарункової коробки від того чи іншого відомого «каштанового бренду» може досягати 50 євро.
Глазуровані каштани в таких коробках готові до вживання, і їх їдять як самостійний десерт.
Однак, крім цього, глазуровані каштани можуть служити інгредієнтом інших десертів, таких як тістечко «Монблан», каштанове морозиво або десертний каштановий соус.